# (7638) Gladman
(7638) Gladman (1984 UX) – planetoida z pasa głównego asteroid okrążająca Słońce w ciągu 4 lat i 17 dni w średniej odległości 2,54 j.a. Została odkryta 26 października 1984 roku w Lowell Observatory (Anderson Mesa Station) przez Edwarda Bowella. Nazwa planetoidy została nadana na cześć Bretta Gladmana (ur. 1966), kanadyjskiego astronoma, który miał swój udział w odkryciu kilku księżyców Saturna i Urana.